# Алекс Луна
Алекс Луна (истинското му име е Александър Тищенко, на украински: Олександр Тищенко; род. 2 март 1986 г., Охотск, Руска СФСР) е украински певец, контртенор, актьор, кинопродуцент и общественик.

## Биография
Алекс Луна е роден на 2 март 1986 г. в град Охотск, Руска СФСР.
През 1995 г. със семейството си се премества да живее в град Бахмач, Украйна, а през 1999 г. в град Киев.
През 2001 г. постъпва в Киевския музикален институт „Р. М. Глиер“, който завършва през 2005 г. със специалност академично вокално изпълнение.
През 2003 г. Александър Злотник кани Алекс Луна да изиграе една от главните роли (Гласът на южните морета) в първия украински мюзикъл „Екватор“. В главния състав заедно с Алекс Луна пеят още Светлана Лобода, Тина Карол, Василий Бондарчук и Василий Лазарович.
Първият професионален договор през 2007 г. Алекс Луна подписва с музикалната компания Catapult Music. Резултат от това сътрудничество е дебютният албум „Светлина на луната“, който излиза през 2008 г. Презентацията на албума се състоя в Колонния зал на Киевската общинска администрация. Първият видеоклип към песента „Светлина на луната“ е режисиран от американския режисьор Анхел Грасия, който преди това е работил със световни звезди като Мадона, Парис Хилтън и Енигма. През този период гласът на изпълнителя привлича вниманието на легендарния италиански композитор Клаудио Симонети за създаването на оригинален музикален стил.
През 2007 – 2010 г. Алекс Луна участва в редица концерти, посветени на завършването на Втората световна война.
През 2008 г. участва в церемонията по връчването на наградите „Овация“.
От 2009 г. Алекс Луна сътрудничи с шведския A&R и талантлив мениджър Anton Sova. Резултат от това сътрудничество е издаването на сингъла „Ръце към небето“ от музикалното издателство TUARON и последващата работа с изпълнителя. Пиано партията на сингъла е изпълнена от украинския пианист Игнатьев Павло.
През 2009 г. Алекс Луна получава наградата „Човек на годината на Приднипровия“.
През 2010 г. прима балерина на Болшой театър Анастасия Волочкова формира дует с Алекс Луна и организира общото им турне „Девет истории за любов“. И вече на 26 април Анастасия Волочкова и певецът Алекс Луна провеждат първия си концерт в Черновци.
През 2011 г. той свири на Leipzig Opera Ball и участва с детски ансамбъл в откриването на главната коледна елха в Украйна. Тази година Алекс Луна стана посланик на добра воля на националната информационна кампания „Не давайте шанс на СПИН“, организирана от Министерството на здравеопазването на Украйна и GIZ.
През 2011 г. Алекс Луна свири и на третия президентски благотворителен бал в Алмати (Казахстан) и на откриването на десетата юбилейна галавечер за СПИН в Берлин (Германия).
От 2017 г. Алекс Луна сътрудничи с оперната певица Мария Максакова. Впървиш артистите изпълняват дуета си в Киев на Виенския бал. В През 2018 г. артистите представят концертната програма «Queen of Spades» (Кралица на пиковата дама) на сцената на Одеската филхармония и в Националния академичен театър на опера и балет „Микола Лисенко“ в Харков.
През 2020 г. става съпродуцент на хорър филма „В черната-черната стая“.
През 2021 г. Алекс Луна е автор на художествения проект Somnia Disaterr, посветен на 35-годишнината от трагедията в Чернобил, с участието на украинския модел Снежана Онопко. Представянето на проекта се състоя на годишнината от трагедията на 26 април в Музея на гражданската отбрана „Звездата на пелина“ в град Чернобил. На 28 април в Националната консервационна зона „Света София Киевска“ в Киев. От 14 до 21 август 2021 г. проектът беше представен на 12-ия Одески международен филмов фестивал в Одеса.
На 2 март 2022 г. става участник в българския проект „Шоуто на Николаос Цитиридис“.
От 2022 г. Алекс Луна е съосновател на благотворителната фондация „Основи на страната“. През 2023 г. в рамките на дейността на фондацията той многократно води украински деца на почивка в България, където получават пълна подкрепа и се срещат с българския политик Бойко Борисов.